# Steinbrüchlein
Steinbrüchlein (ursprünglich Unterlangenlohe genannt; fränkisch: Schdahbrichla) ist ein Gemeindeteil der kreisfreien Stadt Nürnberg (Mittelfranken, Bayern).

## Geographische Lage
Die Einöde liegt im südlichen Stadtgebiet im Eibacher Forst am Rande des Forst Kleinschwarzenlohe. Der Ort besteht heute aus einem Ausflugslokal inmitten des ehemaligen Abbaugebiets und diente früher zur Verpflegung der im Steinbruch tätigen Arbeiter. Eine Gemeindeverbindungsstraße führt zur Kettelersiedlung (1,2 km nördlich) bzw. zur Staatsstraße 2406 (0,4 km südlich), die zur Anschlussstelle 45 der Bundesautobahn 73 (0,5 km nordöstlich) bzw. nach Worzeldorf verläuft (2 km südlich).

## Geschichte
Das Steinbrüchlein, urkundlich 1302 erstmals erwähnt, hatte vor allem während der Bauzeit des Ludwigskanals wirtschaftlichen Erfolg. So wurden zahlreiche Arbeiter im Steinbruch beschäftigt und das Wirtshaus hatte vor allem an den Zahltagen gute Einnahmen. Die ehemalige Steinbrechersiedlung bestand bis 1663 nur aus einem einzigen Haus. Später kamen Stallungen, eine kleine Kapelle und das noch heute bestehende Wirtshaus hinzu. Der offizielle Name Unterlangenlohe konnte sich für die nun entstandene Steinbrechersiedlung jedoch nicht durchsetzen.
Gegen Ende des 18. Jahrhunderts gab es in Steinbrüchlein 1 Anwesen. Das Hochgericht übte das brandenburg-ansbachische Richteramt Kornburg aus. Die Gastwirtschaft hatte das Waldamt Laurenzi der Reichsstadt Nürnberg als Grundherrn.
Von 1797 bis 1808 unterstand der Ort dem Justiz- und Kammeramt Schwabach. Im Rahmen des Gemeindeedikts wurde 1808 Steinbrüchlein dem Steuerdistrikt Großschwarzenlohe (II. Sektion) und der 1818 gebildeten Ruralgemeinde Kleinschwarzenlohe zugeordnet.
Am 13. Juli 1933 stellte der damalige Gastwirt von Steinbrüchlein, Karl Peuntinger, im Gemeinderat von Worzeldorf den Antrag, Steinbrüchlein nach Worzeldorf einzugemeinden. Trotz Zustimmung wurde die Eingemeindung nicht vollzogen. Am 1. Mai 1978 wurde Steinbrüchlein im Zuge der Gebietsreform in Bayern nach Nürnberg eingegliedert.

### Einwohnerentwicklung
| Jahr      | 001818 | 001840 | 001861 | 001871 | 001885 | 001900 | 001925 | 001950 | 001961 | 001970 | 001987 |
| Einwohner | 18     | 15     | 12     | 16     | 15     | 27     | 15     | 18     | 16     | 11     | 3      |
| Häuser    | 1      | 2      |        |        | 2      | 2      | 2      | 1      | 3      |        | 1      |
| Quelle    | [ 11 ] | [ 12 ] | [ 13 ] | [ 14 ] | [ 15 ] | [ 16 ] | [ 17 ] | [ 18 ] | [ 2 ]  | [ 19 ] | [ 1 ]  |

## Religion
Der Ort ist seit der Reformation evangelisch-lutherisch geprägt und nach St. Nikolaus (Kornburg) gepfarrt. Die Einwohner römisch-katholischer Konfession sind nach St. Rupert (Nürnberg) gepfarrt.

## Steinbruch
Gegen Ende des Mittelalters um 1450 gab es im Umland von Nürnberg noch 30 Steinbrüche. Einer davon befand sich hier. Die gebrochenen Steine wurden als Mühlsteine, für Hausbau und Bauwerke wie z. B. der Sebalduskirche verwendet. Der Transport der Sandsteinquader erfolgte mit Pferdefuhrwerken. Gegen 1663 entstanden Pferdestallungen zum Wechsel der Pferde. Später wurden die Steine auch auf dem Ludwig-Donau-Main-Kanal zu entfernten Baustellen verschifft. Ein berühmter Transportweg war auch die nach Süden führende Venezianische Straße.
Heute werden die ehemaligen Steinbrüche freizeitlich von Mountainbikern und Ausflüglern gern genutzt. Seit 2011 befindet sich auf dem Areal ein Waldspielplatz.